# Linognathus euchore
Linognathus euchore är en insektsart som beskrevs av James Waterston 1914. Linognathus euchore ingår i släktet Linognathus och familjen nötlöss. Inga underarter finns listade i Catalogue of Life.